# Kostel svatého Vavřince (Bohdalov)
Kostel svatého Vavřince v obci Bohdalov je původně středověký kostel přestavěný barokně v 18. století. Je chráněn jako kulturní památka České republiky.

## Historie
Kostel pochází z konce 14. století. V písemných zdrojích se poprvé připomíná v roce 1360, kdy se spolu s městečkem nacházel v rukou Lichtenburků. Barokně přestavěn 1736–1758, střecha věže upravena 1842, další úpravy kostela po požárech roku 1872 a 1895, z gotického období zachována sakristie, presbytář a křížová žebrová klenba.

## Popis
Podélná jednolodní stavba, ke kněžišti přiléhá útvar, jehož obvodové zdi tvoří rovnoramenný kříž s hranolovou věží. Hladké fasády jsou prolomeny okny s půlkruhovým záklenkem. Do kostela se vstupuje podvěžím valeně zaklenutým s dotýkajícími se výsečemi. Obdobně jsou zaklenuty boční kaple a oratoře. Sakristie je zaklenuta křížovou žebrovou klenbou. Na severozápadní straně je dochován původní zděný vítězný oblouk s lomeným záklenkem. Zařízení kostela je jednotné a pochází z doby dostavění kostela.